# 牧場しぼり
牧場しぼり（ぼくじょうしぼり）は、江崎グリコより販売されているアイスクリームである。
ミルクはしぼって3日以内のものを使用している。

## 商品ラインアップ
2023年現在
- 味わいミルク
- つぶつぶ苺
- 芳醇ラムレーズン
- 生キャラメル
- 北海道十勝産あずき

期間限定の味も存在する。

## エピソード
2002年より販売を開始したが、誕生の背景には開発担当者が牧場で食べたアイスに感動したというエピソードがあり、牧場で食べるような新鮮なアイスを届けたいという思いから開発された。
2017年3月、約2年の歳月をかけバニラアイスがリニューアルした。バニラクリームを今までよりも低い温度できめ細かく練り上げるという新製法が起用された。

## CM出演者

### 現在
- 黒木華

### 過去
- 石原さとみ
- DAIGO
- 常盤貴子
- 東方神起
- EXILE TAKAHIRO
- 高畑充希
- 寺田心
- 本郷奏多

など